# Filastrio
Filastrio o Filastro (también, Philastrius, Filastrius, Filaster) fue obispo de Brescia y estuvo presente en un sínodo celebrado en Aquileia en el año 381. San Augustín se reunió con él en Milán alrededor de 383, o tal vez un poco más tarde (San Agustín, Ep. ccxxii). Es el autor de un catálogo de herejías (Diversarum Hereseon Liber), llamado a veces, simplemente De Hæresibus, sobre el 384. Murió antes del año 397.
Entre los escritos de San Gaudencio existe un sermón que se supone sería predicado en el decimocuarto aniversario de la muerte de Filastrio. Según este sermón, la vida de Filastrio comenzaría con un gran acto de renunciación, como un nuevo Abraham. Posteriormente, sería ordenado sacerdote y viajó por casi todo el mundo romano (circumambiens Universum pene ambitum Romani Orbis), predicando contra los paganos, judíos y herejes, especialmente contra los arrianos. Como San Pablo llevó en su cuerpo los ”stigmata” de Cristo, habiendo sido torturado por su celo contra los herejes. En Milán fue un gran sostén para los católicos en tiempos del predecesor arriano de San Ambrosio. En Roma sostuvo discusiones tanto públicas como privadas con los herejes, convirtiendo a muchos. Sus andanzas cesaron cuando fue nombrado obispo de Brescia.
Louis Ellies Dupin fue el primero en levantar dudas sobre la autenticidad del sermón, y éstas han sido reiteradas por F. Marx, el último editor de Filastrio, quien pensaba que era una falsificación del siglo VIII o IX. La principal objeción a esta autenticidad, aunque débil, es que no se encontrase entre los manuscritos que contienen los auténticos sermones de San Gaudencio. Pero Marx fue refutado por Knappe, "Ist die 21 Rede des hl. Gaudentius (Oratio B. Gaudentii de Vita et Obitu B. Filastrii episcopi prædecessoris sui) echt? Zugleich ein Betrag zur Latinität des Gaudentius" (Osnabrück), que trata de probar la autenticidad del sermón mediante argumentos lingüísticos. Su revisión bolandista piensa que es un punto fuerte (Anal. Boll., XXVIII, 224). 
Justo Lipsio descubrió que en el "Catálogo" de herejías de Filastrio, las herejías cristianas hasta Noeto fueron obtenidas por el compilador de las mismas fuentes que Epifanio de Salamis, es decir, el perdido Sintagma de Hipólito (Syntagma of Hippolytus). Sin embargo, con la ayuda de los dos y el Pseudo-Tertuliano, autor de Adversus Omnes Haeresesha (“Adv. Haer.”), ha sido posible, en gran parte, reconstruir el tratado perdido de Hipólito. La primera edición del “Catálogo” fue publicada en Basilea (1528); la última, ed. Marx, en el “Corp. Script. Eccl. Lat.” de Viena en (1898).  
Los comentarios de Filastrio y la escritura, no siempre concuerdan con las de Epifanio o Pseudo-Tertuliano, por ejemplo, su descripción de Nazaraei no coincide bien con cualquiera de los Nasaraioi o Nazoraioi que Epifanio trataba de distinguir.